# Larisa (gmina)
Larisa (gr. Δήμος Λαρισαίων, Dimos Lariseon) – gmina w Grecji, w administracji zdecentralizowanej Tesalia-Grecja Środkowa, w regionie Tesalia, w jednostce regionalnej Larisa. W 2011 roku liczyła 162 591 mieszkańców. Powstała 1 stycznia 2011 roku w wyniku połączenia dotychczasowych gmin: Larisa, Kilada i Januli. Siedzibą gminy jest Larisa.